# Concistori di papa Gregorio XII

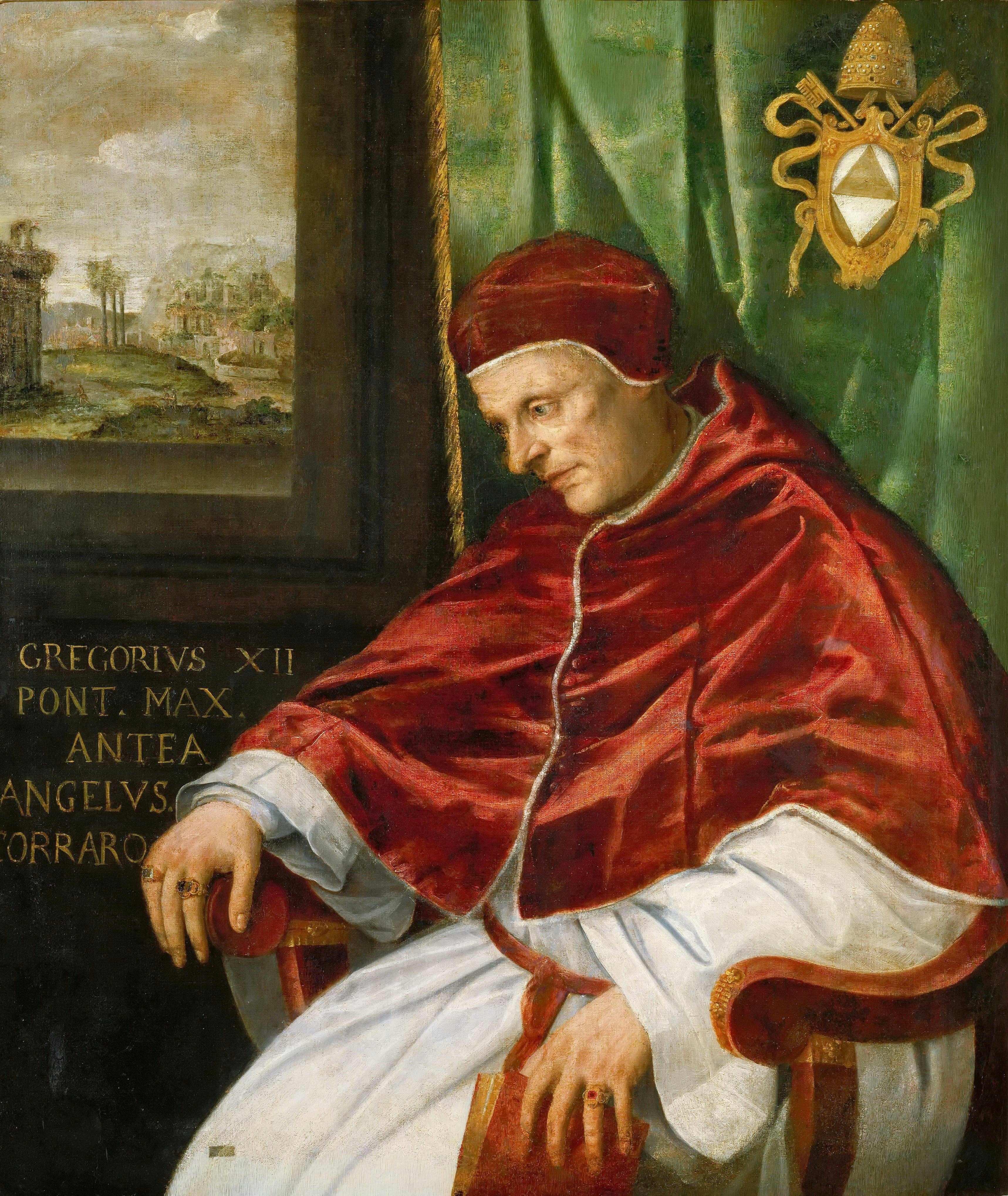
Papa Gregorio XII

Questa voce raccoglie l'elenco completo dei Concistori per la creazione di nuovi cardinali presieduti da papa Gregorio XII, con l'indicazione di tutti i cardinali creati.
In due concistori, Gregorio XII ha creato 14 cardinali, provenienti da quattro nazioni: 11 italiani, 1 inglese, 1 tedesco e 1 spagnolo.

## 9 maggio 1408 (I)
Il 9 maggio 1408, durante il suo primo concistoro, papa Gregorio XII creò 4 nuovi cardinali, tutti provenienti dalla penisola italiana. I quattro nuovi porporati furono:
- Antonio Correr, C.R.S.G.A., nipote di Sua Santità e vescovo di Bologna, creato cardinale presbitero di San Pietro in Vincoli; deceduto il 19 gennaio 1445.
- Gabriele Condulmer, C.R.S.G.A., nipote di Sua Santità e vescovo di Siena, creato cardinale presbitero di San Clemente; eletto Papa Eugenio IV il 3 marzo 1431; deceduto il 23 febbraio 1447.
- Giovanni Dominici, O.P., arcivescovo eletto di Ragusa di Dalmazia, creato cardinale presbitero di San Sisto; deceduto il 10 giugno 1419; beatificato nel 1832
- Jacopo del Torso, protonotario apostolico; legato pontificio a Genova; creato cardinale diacono di Santa Maria Nuova; deceduto nel 1413.

## 19 settembre 1408 (II)
Il 19 settembre successivo, durante il suo secondo ed ultimo concistoro, papa Gregorio XII creò 10 nuovi cardinali. I dieci nuovi porporati furono:
- Ludovico Bonito, arcivescovo di Taranto, creato cardinale presbitero di Santa Maria in Trastevere; deceduto il 18 settembre 1413.
- Angelo Cino, vescovo di Macerata e Recanati, creato cardinale presbitero di Santo Stefano al Monte Celio; deceduto il 21 giugno 1412.
- Angelo Barbarigo, nipote di Sua Santità e vescovo di Verona, creato cardinale presbitero dei Santi Marcellino e Pietro; deceduto il 16 agosto 1418.
- Bandello Bandelli, vescovo di Rimini, creato cardinale presbitero di Santa Balbina; deceduto nell'ottobre 1416.
- Philip Repington, Can.Reg.O.S.A., vescovo di Lincoln (Inghilterra); creato cardinale presbitero dei Santi Nereo e Achilleo; deceduto nel 1424, probabilmente prima del 1º agosto.
- Matthäus von Krakau, vescovo di Worms (Germania); creato cardinale presbitero di San Ciriaco alle Terme Diocleziane; deceduto il 5 marzo 1410.
- Luca Manzoli, O.Hum., vescovo di Fiesole, creato cardinale presbitero di San Lorenzo in Lucina; deceduto il 14 settembre 1411.
- Vicente de Ribas, O.S.B., priore del Monastero di Santa Maria in Montserrat, creato cardinale presbitero di Sant'Anastasia; deceduto il 10 ottobre 1408.
- Pietro Morosini, junior, canonico capitolare della Cattedrale di Treviso e protonotario apostolico, creato cardinale diacono di Santa Maria in Cosmedin; deceduto l'11 agosto 1424.
- Ottaviano Ottaviani, patrizio fiorentino, creato cardinale presbitero (titolo ignoto).

## Fonti
- (EN) Salvador Miranda, Gregory XII, su fiu.edu – The Cardinals of the Holy Roman Church, Florida International University.